# Gevangenissen in België

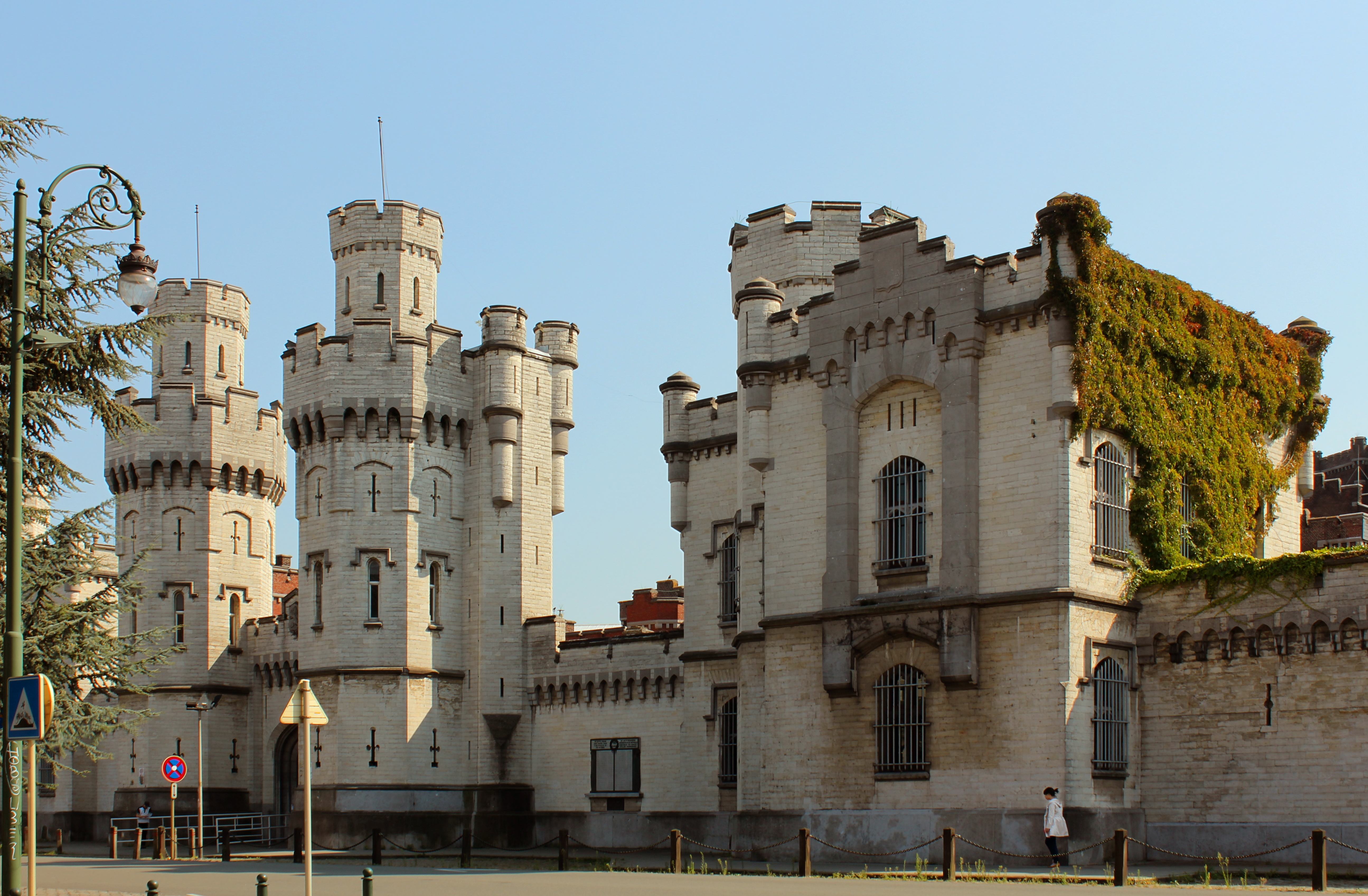
Ingang gevangenis van Sint-Gillis, Brussel

De gevangenissen in België zijn federale instellingen. België telt achtendertig gevangenissen en drie gesloten jeugdcentra. Het directoraat-generaal Penitentiaire Inrichtingen (DG EPI) is deel van de Federale Overheidsdienst Justitie en is belast met de tenuitvoerlegging van de straffen. De Regie der Gebouwen is dan weer bevoegd voor het bouwen en onderhouden van de gevangenisgebouwen zelf. In elke provincie bevindt zich ten minste één gevangenis.

## Gedetineerden
In 2017 waren er in Belgische gevangenissen 10.471 gedetineerden, waarvan 95,8% mannen en 4,2% vrouwen. In 2021 waren dat er 10.374. De vrouwelijke gedetineerden zijn verspreid over 8 inrichtingen: Antwerpen, Bergen, Haren, Brugge, Gent, Hasselt, Hoogstraten en Lantin Marche-en-Famenne.
Hoewel de opsluitingsgraad in 2021 ongeveer op de Europese mediaan ligt (89,7 per 100.000 inwoners) zijn Belgische gevangenissen ernstig overbevolkt (108 gevangenen op 100 plaatsen, tegenover een Europese mediaan van 85). In 2017 was de gemiddelde overbevolkingsgraad met 11,8% nog hoger.
De Belgische gevangenissen kenmerken zich ook door het hoge aandeel gedetineerden in voorhechtenis (38% in 2021, tegenover een Europese mediaan van 22%). Dit is nog toegenomen in vergelijking met 2017, toen zo'n 55,7% veroordeelden waren, tegenover 36% beklaagden (verdachten opgesloten in afwachting van een definitieve rechterlijke beslissing) en 6,6% geïnterneerden. Het aantal zelfdodingen in Belgische gevangenissen in 2021 ligt op 15,4 terwijl de Europese mediaan op 5,7 ligt.

### Mistoestanden
België is al meerdere malen door de Raad van Europa gewaarschuwd, en door het Europees Hof voor de Rechten van de Mens veroordeeld voor ontoelaatbare toestanden in de gevangenissen. De belangrijkste mistoestanden betreffen onder meer het "ernstig chronisch probleem" van de overbevolking, de behandeling van gedetineerden met mentale problemen, en de situatie tijdens stakingen van de cipiers.

Om de overbevolking (en de verouderde infrastructuur) op te lossen worden een aantal gevangenissen vernieuwd of bijgebouwd. Om de overbevolking op korte termijn aan te pakken huurde het directoraat-generaal Penitentiaire Inrichtingen van 2010 tot 2016 detentieplaatsen in de penitentiaire inrichting van Tilburg in Nederland. De inrichting van Tilburg was daardoor van 2010 tot 2016 een afdeling van de strafinrichting van Wortel. Nederland was vragende partij om nog meer Belgische gevangenen onder te brengen aangezien er daar een overcapaciteit is.

#### Noodwet tegen de gevangenisoverbevolking
Het federaal parlement keurde op 17 juli 2025 de langverwachte noodwet van minister van Justitie Verlinden goed waarmee ze de overbevolking in de gevangenissen wil terugdringen.

### Niet-Belgische gevangenen
In 2017 hadden 56% van de gedetineerden de Belgische nationaliteit. De gedetineerden kwamen uit meer dan 130 landen. Voor de niet-Belgische gedetineerden die minstens 2% van de gemiddelde gevangenisbevolking uitmaken zijn de gedetineerden uit de volgende landen: Marokko (9,6%), Algerije (4,8%), Roemenië (3,2%), Nederland (2,7%), Frankrijk (2%) en Albanië (2%).

## Gevangenissen
Types:
- AH: arresthuis, voor mensen die nog niet veroordeeld zijn, maar in voorarrest zitten[10]
- SH: strafhuis, voor mensen die veroordeeld werden
- DH: detentiehuis, voor mensen die veroordeeld werden voor straffen van 3 jaar of korter
- PSC: penitentiair schoolcentrum
- PLC: penitentiair landbouwcentrum
- IBM: inrichting tot bescherming van de maatschappij, voor mensen die ontoerekeningsvatbaar zijn[10]

| Gevangenis                                                | Gemeente          | Provincie                      | Gewest                         | Type  | Opening | Capaciteit (+/-) |
| --------------------------------------------------------- | ----------------- | ------------------------------ | ------------------------------ | ----- | ------- | ---------------- |
| Gevangenis van Aarlen                                     | Aarlen            | Luxemburg                      | Wallonië                       | AH+SH | 1867    | 111              |
| Gevangenis van Andenne                                    | Andenne           | Namen                          | Wallonië                       | SH    | 1997    | 396              |
| Gevangenis van Antwerpen                                  | Antwerpen         | Antwerpen                      | Vlaanderen                     | AH    | 1855    | 439              |
| Gevangenis van Bergen                                     | Bergen            | Henegouwen                     | Wallonië                       | AH+SH | 1867    | 307              |
| Gevangenis van Beveren                                    | Beveren           | Oost-Vlaanderen                | Vlaanderen                     | AH+SH | 2014    | 322              |
| Penitentiair complex van Brugge                           | Brugge            | West-Vlaanderen                | Vlaanderen                     | AH+SH | 1991    | 612              |
| Gevangenis van Dendermonde                                | Dendermonde       | Oost-Vlaanderen                | Vlaanderen                     | SH    | 1863    | 100              |
| Poort van Dendermonde                                     | Dendermonde       | Oost-Vlaanderen                | Vlaanderen                     | AH+SH | 2023    | 488              |
| Gevangenis van Dinant                                     | Dinant            | Namen                          | Wallonië                       | AH+SH | 1853    | 33               |
| Gevangenis van Doornik                                    | Doornik           | Henegouwen                     | Wallonië                       | AH+SH | 1868    | 183              |
| Gevangenis van Gent                                       | Gent              | Oost-Vlaanderen                | Vlaanderen                     | AH+SH | 1862    | 299              |
| Gevangenis van Hasselt                                    | Hasselt           | Limburg                        | Vlaanderen                     | AH+SH | 2005    | 450              |
| Gevangenis van Haren                                      | Haren             | Brussels Hoofdstedelijk Gewest | Brussels Hoofdstedelijk Gewest | SH    | 2022    | 1035             |
| Gevangenis van Hoei                                       | Hoei              | Luik                           | Wallonië                       | AH+SH | 1871    | 64               |
| Penitentiair schoolcentrum van Hoogstraten                | Hoogstraten       | Antwerpen                      | Vlaanderen                     | PSC   | 1931    | 185              |
| Gevangenis van Ieper                                      | Ieper             | West-Vlaanderen                | Vlaanderen                     | AH+SH | 1876    | 169              |
| Gevangenis van Itter                                      | Itter             | Waals-Brabant                  | Wallonië                       | SH    | 2002    | 421              |
| Gevangenis van Jamioulx                                   | Jamioulx          | Henegouwen                     | Wallonië                       | AH+SH | 1975    | 385              |
| Detentiehuis van Kortrijk                                 | Kortrijk          | West-Vlaanderen                | Vlaanderen                     | DH    | 2022    | 77               |
| Gevangenis van Lantin                                     | Lantin            | Luik                           | Wallonië                       | AH+SH | 1979    | 767              |
| Centrale gevangenis van Leuven                            | Leuven            | Vlaams-Brabant                 | Vlaanderen                     | SH    | 1860    | 398              |
| Hulpgevangenis van Leuven                                 | Leuven            | Vlaams-Brabant                 | Vlaanderen                     | AH    | 1869    | 149              |
| Gevangenis van Leuze-en-Hainaut                           | Leuze-en-Hainaut  | Henegouwen                     | Wallonië                       | SH    | 2014    | 350              |
| Gevangenis van Marche-en-Famenne                          | Marche-en-Famenne | Luxemburg                      | Wallonië                       | AH+SH | 2013    | 350              |
| Penitentiair schoolcentrum van Marneffe                   | Marneffe          | Luik                           | Wallonië                       | PSC   | 1850    | 141              |
| Gevangenis van Mechelen                                   | Mechelen          | Antwerpen                      | Vlaanderen                     | AH+SH | 1874    | 84               |
| Gevangenis van Merksplas                                  | Merksplas         | Antwerpen                      | Vlaanderen                     | SH    | 1825    | 406              |
| Gevangenis van Namen                                      | Namen             | Namen                          | Wallonië                       | AH+SH | 1874    | 226              |
| Gevangenis van Nijvel                                     | Nijvel            | Waals-Brabant                  | Wallonië                       | AH+SH | 1908    | 192              |
| Gevangenis van Oudenaarde                                 | Oudenaarde        | Oost-Vlaanderen                | Vlaanderen                     | SH    | 1922    | 132              |
| Inrichting tot bescherming van de maatschappij van Paifve | Paifve            | Luik                           | Wallonië                       | IBM   | 1972    | 205              |
| Penitentiair landbouwcentrum van Ruiselede                | Ruiselede         | West-Vlaanderen                | Vlaanderen                     | PLC   | 1849    | 60               |
| Gevangenis van Sint-Gillis                                | Sint-Gillis       | Brussels Hoofdstedelijk Gewest | Brussels Hoofdstedelijk Gewest | AH+SH | 1884    | 750              |
| Detentiecentrum van Saint-Hubert                          | Saint-Hubert      | Luxemburg                      | Wallonië                       | SH    | 1972    | 229              |
| Gevangenis van Tongeren                                   | Tongeren          | Limburg                        | Vlaanderen                     | AH+SH | 1844    | 50               |
| Gevangenis van Turnhout                                   | Turnhout          | Antwerpen                      | Vlaanderen                     | AH+SH | 1908    | 262              |
| Detentiehuis van Vorst                                    | Vorst             | Brussels Hoofdstedelijk Gewest | Brussels Hoofdstedelijk Gewest | DH    | 2023    | 57               |
| Gevangenis van Wortel                                     | Wortel            | Antwerpen                      | Vlaanderen                     | SH    | 1933    | 302              |

### Federale gesloten jeugdcentra
In de federale gesloten centra ("jeugdgevangenissen") verblijven jongeren die een misdrijf gepleegd hebben en niet in een gemeenschapsinstelling terechtkunnen. In deze centra staat het directoraat-generaal Penitentiaire Inrichtingen in voor de orde en de veiligheid, maar de gemeenschappen bieden psychosociale begeleiding aan en voorzien onderwijs. Als gevolg van het Vlinderakkoord van 2011 zijn deze jeugdcentra overgedragen aan de Gemeenschappen (voor Brussel is dit de Gemeenschappelijke Gemeenschapscommissie).
| Gevangenis                                               | Gemeente     | Provincie      | Gewest     | Opening |
| -------------------------------------------------------- | ------------ | -------------- | ---------- | ------- |
| Gesloten Federaal Centrum voor Jongeren van Everberg     | Everberg     | Vlaams-Brabant | Vlaanderen | 2002    |
| Gesloten Federaal Centrum voor Jongeren van Tongeren     | Tongeren     | Limburg        | Vlaanderen | 2009    |
| Gesloten Federaal Centrum voor Jongeren van Saint-Hubert | Saint-Hubert | Luxemburg      | Wallonië   | 2010    |

### Transitiehuizen
Transitiehuizen zijn een detentievorm die gedetineerden die bijna einde straf zijn de kans geven om onder intensieve begeleiding te werken aan hun re-integratie. Men wil een geleidelijke overgang van een klassieke detentie naar meer vrijheid, die moet leiden tot minder recidive. De gedetineerden klussen of koken en worden geholpen bij het zoeken naar werk en naar een woning, enz. Zij worden hierbij opgevolgd door criminologen, psychologen en sociaal werkers. Transitiehuizen bieden een detentie meer op het profiel van de gedetineerden. Onderzoek toont aan dat wie in zo'n transitiehuis verbleef minder vaak hervalt in criminele feiten.
| Inrichting                   | Stad       | Provincie       | Gewest     | Type | Opening | Capaciteit (+/-) |
| ---------------------------- | ---------- | --------------- | ---------- | ---- | ------- | ---------------- |
| Transitiehuis van Mechelen   | Mechelen   | Antwerpen       | Vlaanderen | TH   | 2019    | 15               |
| Transitiehuis van Gentbrugge | Gentbrugge | Oost-Vlaanderen | Vlaanderen | TH   | 2023    |                  |
| Transitiehuis van Leuven     | Leuven     | Vlaams-Brabant  | Vlaanderen | TH   | 2024    |                  |
| Transitiehuis van Edingen    | Edingen    | Henegouwen      | Wallonië   | TH   | 2024    |                  |

### Forensisch psychiatrisch centra (FPC)
Geïnterneerden zijn geesteszieken die veroordeeld zijn voor criminele feiten. Het FPC is vergelijkbaar met een psychiatrisch ziekenhuis, maar heeft een hogere graad van beveiliging.
| Inrichting                                     | Stad      | Provincie       | Gewest     | Type | Opening   | Capaciteit (+/-) |
| ---------------------------------------------- | --------- | --------------- | ---------- | ---- | --------- | ---------------- |
| Forensisch Psychiatrisch Centrum van Antwerpen | Antwerpen | Antwerpen       | Vlaanderen | FPC  | 2017      | 180              |
| Forensisch Psychiatrisch Centrum van Gent      | Gent      | Oost-Vlaanderen | Vlaanderen | FPC  | 2014      | 270              |
| Forensisch Psychiatrisch Centrum van Aalst     | Aalst     | Oost-Vlaanderen | Vlaanderen | FPC  | 2026-2027 | 120              |
| Forensisch Psychiatrisch Centrum van Waver     | Waver     | Waals-Brabant   | Wallonië   | FPC  |           | 250              |